# Primera División 1971 (Chili)
In 1971 werd het 39ste seizoen gespeeld van de Primera División, de hoogste voetbalklasse van Chili. Unión San Felipe werd kampioen.  

## Eindstand
| Plaats | Club                  | Wed. | W  | G  | V  | Saldo | Ptn. |
| ------ | --------------------- | ---- | -- | -- | -- | ----- | ---- |
| 1      | Unión San Felipe (P)  | 34   | 18 | 10 | 6  | 61:40 | 46   |
| 2      | Universidad de Chile  | 34   | 17 | 10 | 7  | 73:42 | 44   |
| 3      | Unión Española        | 34   | 14 | 14 | 6  | 52:40 | 42   |
| 4      | Colo-Colo             | 34   | 16 | 9  | 9  | 62:42 | 41   |
| 5      | Deportes Concepción   | 34   | 15 | 7  | 12 | 40:41 | 37   |
| 6      | Unión La Calera       | 34   | 12 | 12 | 10 | 51:47 | 36   |
| 7      | Santiago Wanderers    | 34   | 12 | 10 | 12 | 43:47 | 34   |
| 8      | Deportes La Serena    | 34   | 11 | 12 | 11 | 45:50 | 34   |
| 9      | Rangers               | 34   | 11 | 10 | 13 | 40:43 | 32   |
| 10     | Antofagasta Portuario | 34   | 10 | 12 | 12 | 42:51 | 32   |
| 11     | O'Higgins             | 34   | 12 | 8  | 14 | 36:47 | 32   |
| 12     | Huachipato            | 34   | 10 | 11 | 13 | 43:45 | 31   |
| 13     | Universidad Católica  | 34   | 13 | 4  | 17 | 49:51 | 30   |
| 14     | Magallanes            | 34   | 13 | 4  | 17 | 50:55 | 30   |
| 15     | Green Cross-Temuco    | 34   | 10 | 10 | 14 | 45:51 | 30   |
| 16     | Everton               | 34   | 10 | 9  | 15 | 43:52 | 29   |
| 17     | Lota Schwager         | 34   | 9  | 8  | 17 | 42:52 | 26   |
| 18     | Audax Italiano        | 34   | 7  | 12 | 15 | 33:54 | 26   |

|     | Kampioen, gekwalificeerd voor Copa Libertadores 1972 |
|     | Gekwalificeerd voor Copa Libertadores 1972           |
|     | Degradatie play-off                                  |
| (P) | Promovendus                                          |

### Degradatie play-off
|      |               |       |                |  |
| 1971 | Lota Schwager | 2 – 1 | Audax Italiano |  |
| 1971 |               |       |                |  |

## Topschutter
| JSpeler             | JSpeler       | Goals | Club                 |
| ------------------- | ------------- | ----- | -------------------- |
| Bandera de Paraguay | Eladio Zárate | 25    | Universidad de Chile |